# Trilepida macrolepis
Trilepida macrolepis — вид змій родини струнких сліпунів (Leptotyphlopidae). Мешкає в Південній Америці і Панамі.

## Поширення і екологія
Trilepida macrolepis мешкають в Панамі, Колумбії, Еквадорі, Перу, Болівії, Бразилії, Венесуелі, Гаяні, Суринамі і Французькій Гвіані. Вони живуть у вологих і сухих тропічних лісах, трапляються в парках і садах. Зустрічаються на висоті до 1100 м над рівнем моря. Живляться термітами і личинками комах.